# 川崎市立夢見ヶ崎小学校
川崎市立夢見ヶ崎小学校（かわさきしりつ ゆめみがさきしょうがっこう）は、神奈川県川崎市幸区南加瀬2丁目にある公立小学校。

## 沿革
出典
- 1984年（昭和59年）
  - 4月 - 川崎市立夢見崎小学校開校。
  - 11月8日 - 開校記念式典挙行。
- 1985年（昭和60年）11月22日 - 第1回開校記念日。
- 1989年（平成元年）2月14日 - 条例改正により校名を「川崎市立夢見ヶ崎小学校」と改称。
- 1993年（平成5年）11月27日 - 創立10周年記念式典挙行。
- 1995年（平成7年）9月6日 - 管理諸室改修工事。
- 2002年（平成14年）6月5日 - 校庭芝生設置工事開始。
- 2003年（平成15年）
  - 11月13日 - 夢見田んぼ完成式挙行。
  - 11月22日 - 創立20周年記念式典挙行。
- 2004年（平成16年）3月11日 - ビオトープ完成式挙行。
- 2006年（平成18年） - この年度から、2学期制導入。
- 2013年（平成25年）11月23日 - 創立30周年記念式典挙行。
- 2015年（平成27年）7月 - 学校トイレ快適化事業（西側トイレ）。
- 2016年（平成28年）6月 - 校舎外壁、屋上防水補修、トイレ改修（東側トイレ）、エレベータ設置、蓄電機能付太陽光発電設備設置、体育館屋根・外壁補修、照明改修、内装改修。

## 通学区域
出典
- 南加瀬1丁目（全域）
- 南加瀬2丁目（全域）
- 南加瀬3丁目（1番～6番4号・6番28号～8番・12番1号～12番11号・12番31号～13番12号・13番30号～19番・20番1号～20番6号）
- 南加瀬4丁目（1番～6番・11番・12番）
  - 小学校の校区は住居表示実施前に設定されているため複雑になっているが、町内会の境界（夢見ヶ崎、中央、越路）で決まっている。

## 交通アクセス
- 臨港バス川56・57・61系統・川崎市バス川66・83系統で、「南加瀬住宅前」バス停から徒歩4分。
- 臨港バス川55系統・川崎市バス川66系統で、「越路」バス停から徒歩6分。

## 周辺
- ナイスこまどりスポーツクラブ - 川崎市道をはさんで、敷地が隣接。
- 学校法人仁藤学園 川崎こまどり幼稚園
- 社会福祉法人ぷらいむキッズ ひよし保育園
- ミアヘルサ保育園ひびき 夢見ヶ崎
- ミアヘルサ保育園ひびき 南加瀬
- 夢見ヶ崎動物公園